# Casa de la Cultura de San José de Gracia
La Casa de la Cultura de San José de Gracia es una dependencia del Instituto Cultural de Aguascalientes (ICA). Inicia sus actividades desde 1991 en el San José de Gracia, Aguascalientes (México), en un inmueble prestado. Posteriormente en 1994 se trasladó al edificio construido para albergar la Casa de la Cultura, en él se realizan actividades de fomento y educación artística.

## Historia
En sus inicios, la Casa de la Cultura estuvo ubicada en una escuela de Educación Especial siendo el 1 de mayo de 1991, sin embargo, un tiempo después se cambió al sitio donde hoy se encuentra la Dirección de Agua Potable. En dicho espacio había grandes carencias: las clases se daban en la calle, pues nada más había un salón; para el único baño se tenía que llevar agua desde la plaza y solamente lo podían utilizar las mujeres. A pesar de las vicisitudes del lugar, las actividades continuaron de manera exitosa.
Fue gracias a las gestiones de la primera directora, la Mtra. Margarita Martínez Reyes, que se consiguió el espacio que actualmente alberga a esta Casa. Así, en una ceremonia especial el 23 de septiembre de 1994 se entregó a la población el edificio de la Casa de la Cultura, en lo que anteriormente era ocupaba la antigua Plaza de Toros. Con esta ceremonia, los josefinos tuvieron ya un local propio para acercarse a las artes y a la cultura.

## Difusión y educación artística
La oferta educativa de la Casa de la Cultura de San José de Gracia para el ciclo escolar va desde las artes plásticas, danza folclórica y clásica, así como diversos instrumentos.  